# Coenonympha heroides
Coenonympha heroides är en fjärilsart som beskrevs av Marcel Caruel 1944. Coenonympha heroides ingår i släktet Coenonympha och familjen praktfjärilar. Inga underarter finns listade i Catalogue of Life.